# Fosses
Fosses là một xã ở tỉnh Val-d’Oise, thuộc vùng Île-de-France ở miền bắc nước Pháp. The population was 9.998 at the 1999 census.